# Bogdan Michalski
Bogdan Michalski (ur. 8 lutego 1931 w Łaniętach pow. Kutno, zm. 18 kwietnia 2019) – polski prawnik, profesor nauk prawnych, nauczyciel akademicki Uniwersytetu Warszawskiego, specjalista w zakresie prawa prasowego.

## Życiorys
Był synem nauczycielki języka polskiego i urzędnika samorządowego, który zginął w obozie koncentracyjnym w Mauthausen zesłany tam za działalność antyhitlerowską. W 1953 uzyskał na Wydziale Prawa Uniwersytetu Warszawskiego licencjat z prawa, a w 1959 magisterium z prawa. Po ukończeniu studiów został pracownikiem prokuratury w Olsztynie. W 1963 na Wydziale Prawa Uniwersytetu Mikołaja Kopernika w Toruniu uzyskał stopień doktora nauk prawnych, a w 1973 na podstawie dorobku naukowego oraz monografii pt. „Przedruk prasowy w świetle prawa” na Wydziale Prawa Uniwersytetu Jagiellońskiego nadano mu stopień doktora habilitowanego nauk prawnych. W 1993 otrzymał tytuł naukowy profesora nauk prawnych.
W latach 1970–2005 był nauczycielem akademickim (adiunkt, docent, profesor nadzwyczajny i profesor zwyczajny) w Studium Dziennikarskim Wydziału Nauk Społecznych UW (później: Instytut Dziennikarstwa Wydziału Dziennikarstwa i Nauk Politycznych UW). Zajmował tam stanowiska wicedyrektora, dyrektora Instytutu Dziennikarstwa, kierownika Dziennego Studium Dziennikarstwa i Nauk Politycznych, dziekana wydziału i kierownika Zaocznego Studium Nauk Politycznych dla Dziennikarzy.
Zmarł 18 kwietnia 2019. Został pochowany 26 kwietnia 2019 na Cmentarzu przy ul. Lipowej w Lublinie.

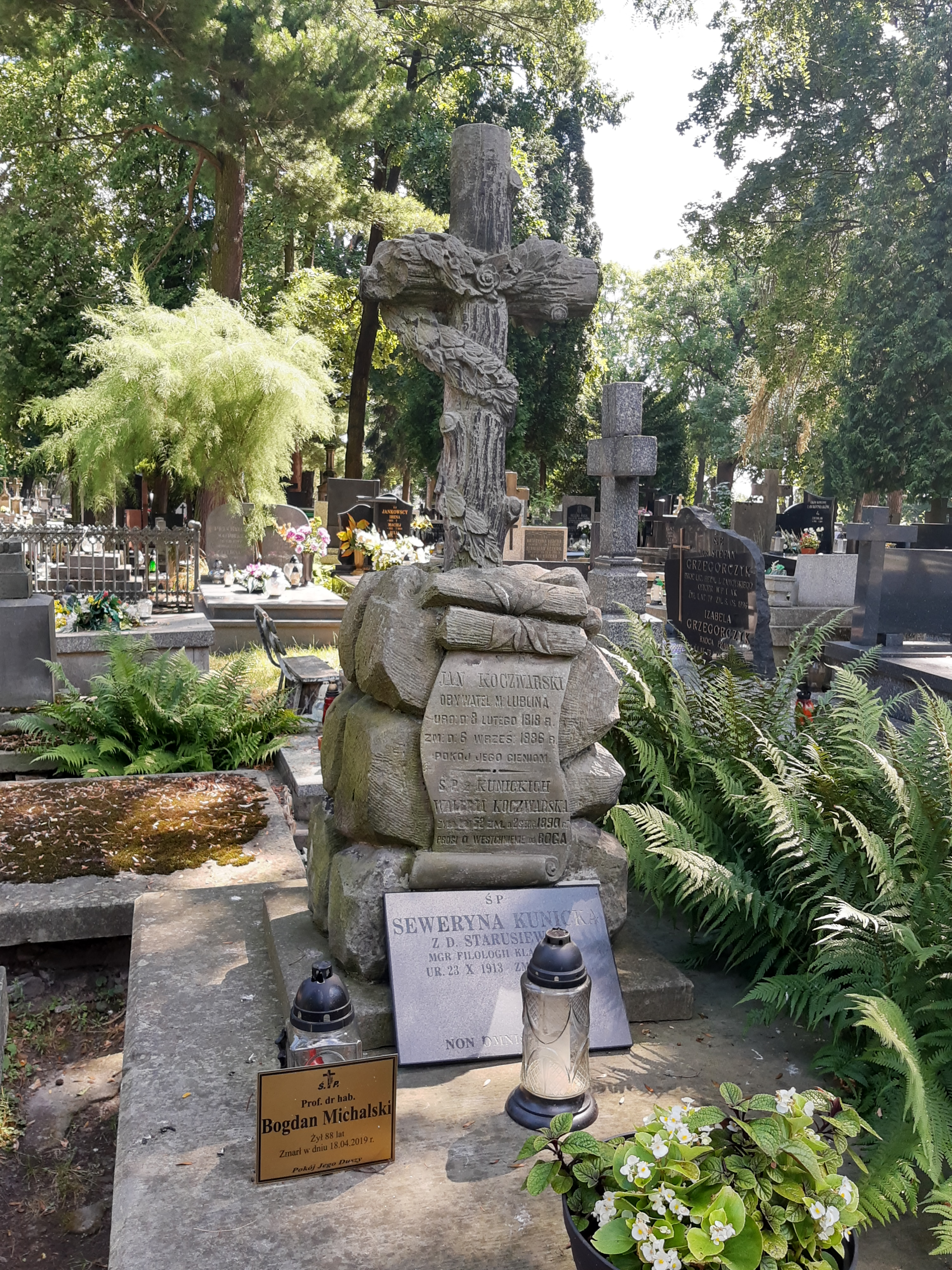
Grób prof. Bogdana Michalskiego na cmentarzu przy ulicy Lipowe

## Odznaczenia
- Złota odznaka "Za zasługi dla dziennikarstwa" (1985)[4]